# TVムック・謎学の旅
『TVムック・謎学の旅』（テレビムック・なぞがくのたび）は、日本テレビ系列局ほかで放送されていた日本テレビ製作の紀行番組・ドキュメンタリー番組である。日本たばこ産業の一社提供。日本テレビ系列局では1985年4月5日から1992年3月27日まで放送。

## 概要
コンセプトは「おもしろ推理紀行番組」で、謎解きの展開に旅の楽しみを加えた内容で放送。一部の回の制作にはテレビマンユニオンも携わっていた。
1988年3月25日までの3年間は『TVムック』（テレビムック）と題して放送されていたが、同年4月1日放送分をもって改題リニューアルし、タイトルに「謎学の旅」が付くようになった。また、『TVムック』時代には「日本たばこカルチャードキュメンタリー」を、改題リニューアル後には「JTカルチャードキュメンタリー」をサブタイトルに冠していたが、この冠サブタイトルは番組宣伝のみで用いられ、本編放送時には使われていなかった。『TVムック』時代には「大きな古時計」のインストゥルメンタルをテーマ曲に用いていた。
番組は1992年3月27日放送分をもって終了し、7年間の歴史に幕を閉じた。神奈川県横浜市にある放送ライブラリーには、この番組の記録映像が3本保存されている。

## 放送期間
いずれも日本標準時、日本テレビ系列局での放送時間。
- 金曜 23:00 - 23:30 （1985年4月5日 - 1990年9月28日）
- 金曜 23:25 - 23:55 （1990年10月5日 - 1992年3月27日） - 放送枠の交換で直後の時間帯に放送されていた『NNNきょうの出来事』が前倒しになったため、以後は25分繰り下げて放送。

### 備考
石川県では、テレビ金沢が開局するまでTBS系列の北陸放送で不定期放送として（通常番組の休止穴埋めに伴い）日曜 9:30 - 10:00に放送されていた時期がある。

## 出演者
- 神山繁
- 渡辺文雄
- 嵐山光三郎
- 児玉清
- 渡辺篤史 - 兼ナレーター。
- 東野英心

## スタッフ
- 構成：大滝裕史、林謙司
- 演出：大滝裕史、大貫昇
- 撮影：向井正俊、知久秀明
- 照明：須永勝成
- 効果：長谷川龍
- 編集：松本祥光
- 録音：寺田一彦
- 音声：水野守昭
- VTR：森田文雄
- 音響効果：塚田益章
- プロデューサー：田澤和子
- 制作：明峯治彦、竹内弘治

## 受賞
- 「天気予報器の謎」（1988年2月26日・3月4日放送[7]） - 第5回ATP賞テレビグランプリ郵政大臣賞[8]

## 関連書籍
- TVムック特別編集『食をひもとく 雑煮・豆腐・月見団子・松茸・大蒜・醤油・鰻・箸・赤飯』日本テレビ放送網、1986年4月11日。全国書誌番号:86033671
- 日本テレビ 編『TVムック』日本テレビ放送網、全3巻。全国書誌番号:00052739
  1. モノにこだわり ナゾにあそぶ（1986年7月発行）
  2. モノにこだわり ナゾにあそぶ（1986年9月発行）
  3. 勝負は人生の味がする（1987年3月発行）
- 日本テレビ 編『ちょっといっぷく 紫煙曼陀羅』日本テレビ放送網〈TVムック〉、1987年12月29日。ISBN 4-8203-8757-X。
- 日本テレビ社会情報局（編著）『TVムック 謎学の旅〔傑作推理ドキュメント〕』 二見書房〈サラ・ブックス〉、全4巻。
  - 書誌情報には「謎学の旅 : 傑作推理ドキュメント TVムック」と登録されている。

  1. 1990年6月25日発行、ISBN 4-576-90068-4
  2. 1991年4月25日発行、ISBN 4-576-91039-6
  3. 1991年12月25日発行、ISBN 4-576-91160-0
  4. 1992年7月25日発行、ISBN 4-576-92097-9